# Fiat 24-32 HP
La FIAT 24/32 HP est une automobile de tourisme fabriquée par le constructeur automobile italien F.I.A.T. entre 1902 et 1905 à plus de 400 exemplaires dans l'usine de Corso Dante, à Turin.
Conçue pour faciliter le travail des carrossiers, cette voiture était proposée avec 3 empattements différents : court, moyen et long et 3 motorisations 4 cylindres bi-blocs, c'est-à-dire deux blocs de 2 cylindres accouplés :
- 1re série en 1902-03, avec un moteur de 6 371 cm3 (130 mm × 120 mm) de 24 HP ; production : 35 exemplaires,
- 2e série en 1904, avec un moteur de 6 902 cm3 (130 mm × 130 mm) de 34 HP ; production : 121 exemplaires,
- 3e série en 1905, avec un moteur de 7 363 cm3 (125 mm × 150 mm) de 36 HP ; production exacte inconnue, certaines archives mentionnent 250 exemplaires.

Cette voiture a marqué son époque avec des innovations technologiques importantes : 
- la première berline à pouvoir disposer d'une carrosserie de type « Landaulet »,
- la première à disposer d'un accélérateur au pied, d'un embrayage multi-disques et d'une boîte de vitesses à 4 rapports avant plus marche arrière[1],[2].

Environ 200 exemplaires ont été exportés en Amérique du Nord où la compagnie Hollander & Tengeman de New York a fait office d'agent unique pour les marchés américain et canadien. Ils ont vendu la plupart des exemplaires immatriculés. Chaque véhicule avait un prix de base de 6 700 US$ plus options. En 2007, un modèle Fiat 24/32 HP Série 2, fabriqué en 1905, a été vendu aux enchères pour 207 000 US$.

## FIAT 24 HP Corsa
Pour rester fidèle à sa volonté de fabriquer aussi des voitures de course, F.I.A.T. présente, en 1902, le modèle 24 HP Corsa. Ce sera la première voiture de l'histoire de l'automobile à être une vraie voiture de course, conçue spécialement à cet effet et non pas dérivée d'une automobile de série. Elle dispose d'un châssis entièrement en acier et non plus en bois, matériau omniprésent à l'époque, d'un moteur bi-bloc de 7 238 cm3 développant 40 HP. Pesant à peine 450 kg, elle dépasse la vitesse insensée à l'époque de 100 km/h.
Cette voiture a dominé l'ensemble de ses concurrents dès sa première sortie en compétition et FIAT a acquis ses lettres de noblesse à cette époque. Elle remporte la course de côte Sassi-Superga, près de Turin le 29 juin 1902 et le 27 juillet, avec Vincenzo Lancia à son volant, elle remporte la course Susa - Col du Mont-Cenis à la moyenne extraordinaire de 44,16 km/h. En 1903, elle est la voiture présumée imbattable lors de la course Paris-Madrid.

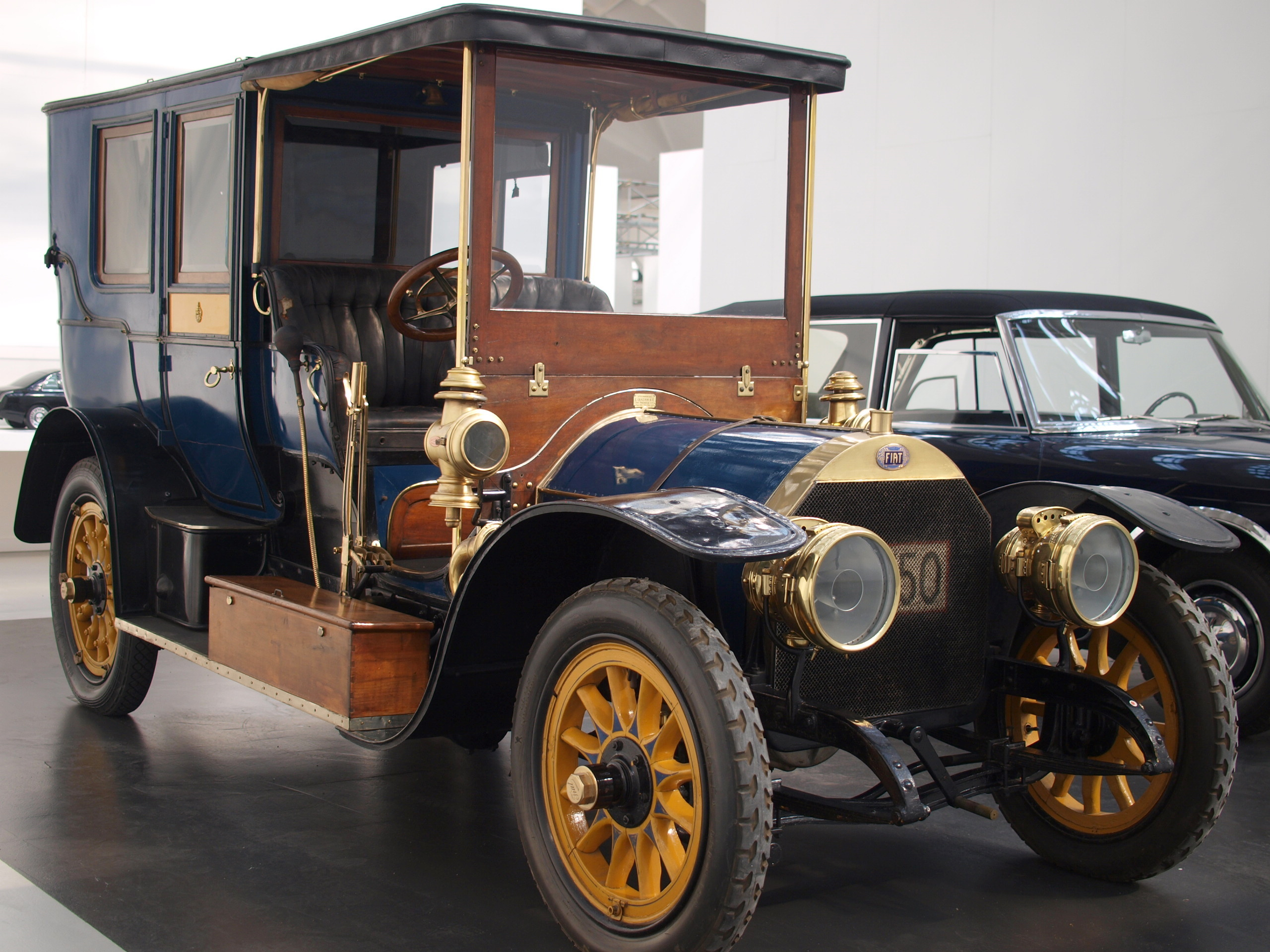
Fiat 24/32 HP Landaulet

### Production
- 1re série (1902-03) : 35 exemplaires,
- 2e série (1904) : 121 exemplaires,
- 3e série (1905) : production exacte inconnue, certaines archives mentionnent 250 exemplaires.

## Véhicules sauvegardés
Seulement 5 exemplaires de la Fiat Type 24/32 HP ont survécu : 
- le châssis N° 745 de 1904 réside aux Pays-Bas[3],[4],
- la collection Biscaretti dispose de deux voitures : un châssis Landaulet de 1905 N° 2230, et une voiture de tourisme modifiée, numéro de châssis inconnu,
- au Royaume-Uni, le châssis N° 2538 a été reconstruit en tant que biplace inspiré de Targa Florio,
- aux États-Unis, le châssis N° 2590 prétend être le véritable pilote Targa.

## Curiosité
La reine Margherita, première reine d'Italie (« La Reine des perles ») possédait une FIAT 24/32 HP, appelée « Épervier », dans laquelle elle a parcouru l'Europe pendant environ six mois (plus de 5 000 km) conduite par le célèbre pilote de course italien Alessandro Cagno.